# UFC 318
UFC 318: Holloway vs. Poirier 3 — турнир по смешанным единоборствам, организованный Ultimate Fighting Championship, который был проведён 19 июля 2025 года на спортивной арене «Smoothie King Center» в городе Новый Орлеан, штат Луизиана, США.

## Подготовка турнира
Турнир стал шестым визитом организации в Новый Орлеан, где в последний раз был проведён турнир UFC Fight Night: Боуч vs. Хендерсон в июне 2015 года.

### Главные события турнира
В качестве главного события турнира запланирован бой в лёгком весе, в котором встретятся бывший чемпион UFC в полулёгком весе (также бывший претендент на титул временного чемпиона UFC в лёгком весе) американец  Макс Холлоуэй (#4 в рейтинге) и бывший временный чемпион UFC в лёгком весе (также бывший претендент на титул чемпиона UFC в лёгком весе) американец Дастин Порье (#5 в рейтинге). Этот поединок станет третьей очной встречей бойцов, в которой на кону будет стоять символический титул «BMF» (англ. Baddest Motherfucker — «Самый жёсткий ублюдок»). Их первое противостояние состоялось на турнире UFC 143 в феврале 2012 года, когда Холлоуэй дебютировал в организации и уступил Порье после болевого приёма (рычаг локтя из треугольника). Вторая встреча прошла в апреле 2019 года на турнире UFC 236, где Порье завоевал временный титул чемпиона в лёгком весе, победив единогласным решением судей и прервав 13-матчевую победную серию Холлоуэя. Для Порье этот бой станет прощальным в карьере.
| Заглавное событие - Лёгкий вес - Бой за символический титул BMF | Заглавное событие - Лёгкий вес - Бой за символический титул BMF | Заглавное событие - Лёгкий вес - Бой за символический титул BMF |
| --- | --- | --------------------------------------------------------------- |
| Макс Холлоуэй | | Дастин Порье                                                    |
| JEROME MAX KELI`I HOLLOWAY «Blessed» (Благословенный) 32 года (04.12.1991) Рост 180 см, размах рук 175 см, вес 65,8 кг Гражданство: Происхождение: Место рождения: Гонолулу, Гавайи, США Представляет: Вайанаэ, Гавайи, США «Gracie Technics» Дебют в UFC - 04.02.2012 (с рекордом 4-0) Бонусы «Fight of the Night» (7) / «Perfomance of the Night» (5) / «Knockout of the Night» (1) Действующий обладатель титула «BMF» (04.2024-н.в.) Претендент на титул чемпиона UFC в полулёгком весе (2024) Претендент на титул чемпиона UFC в полулёгком весе (2022) Претендент на титул чемпиона UFC в полулёгком весе (2020) Чемпион UFC в полулёгком весе (06.2017-12.2019, защиты 3/4) Временный чемпион UFC в полулёгком весе (12.2016-06.2017) | DUSTIN GLENN POIRIER «The Diamond» (Бриллиант) 35 лет (19.01.1989) Рост 175 см, размах рук 185 см, вес 70,3 кг Гражданство: Происхождение: Место рождения: Лафайетт, Луизиана, США Представляет: Коконат-Крик, Флорида, США / Лафайетт, Луизиана, США «American Top Team» Дебют в UFC - 01.01.2011 (с рекордом 8-1) Бонусы «Fight of the Night» (10) / «Perfomance of the Night» (4) / «Submission of the Night» (1) Претендент на символический титул «BMF» Претендент на титул чемпиона UFC в лёгком весе (2024) Претендент на символический титул «BMF» (2023) Претендент на титул чемпиона UFC в лёгком весе (2021) Претендент на титул чемпиона UFC в лёгком весе (2019) Временный чемпион UFC в лёгком весе (04.2019-09.2019) |                                                                 |
| Последние бои: 26.10.2024, Илия Топурия (ч), KO3 14.04.2024, Джастин Гейджи (#2), KO5 26.08.2023, Чон Чхан Сон (#8), KO3 15.04.2023, Арнольд Аллен (#4), UDEC 02.07.2022, Александр Волкановски (ч), UDEC | Последние бои: SUB5, Ислам Махачев (ч), 01.06.2024 KO2, Бенуа Сен-Дени (#12), 09.03.2024 KO2, Джастин Гейджи (#3), 29.07.2023 SUB3, Майкл Чендлер (#5), 12.11.2022 SUB3, Шарлис Оливейра (ч), 11.12.2021 |                                                                 |

### Изменения карда турнира
В рамках турнира запланирован бой в среднем весе между бывшим претендентом на титул чемпиона UFC в среднем весе Марвином Веттори и бывшим чемпионом LFA в среднем весе Бренданом Алленом. Изначально их поединок был запланирован в качестве главного события турнира UFC Fight Night 240 в апреле 2024 года, однако тогда Веттори был вынужден сняться с боя из-за травмы.
Также на турнире ожидается поединок в полусреднем весе между Исламом Дулатовым и Адамом Фьюгиттом. Изначально бой должен был состояться в феврале на турнире UFC Fight Night: Сехудо vs. Сун, однако тогда Дулатов был вынужден отказаться от участия из-за серьёзной травмы.
При подготовке турнира были также анонсированы, но впоследствии отменены следующие поединки:
- Бой в женском наилегчайшем весе, в котором должны были встретится Аманда Рибас (#7 в рейтинге) и Табата Риччи (#10 в рейтинге).[9] Бой перенесли по неизвестной причине на турнир UFC on ABC: Уиттакер vs. де Риддер, который пройдёт неделей позже.[10]
- Бой в среднем весе, в котором должны были встретится россиянин Икрам Алискеров и Брунну Феррейра.[11] Алискеров снялся с боя из-за травмы пальца на ноге и его заменил дебютант Джексон Маквей.[12][13]
- Бой в полусреднем весе, в котором должны были встретится бывшие топовые бойцы и ветераны организации Нил Магни и Гуннар Нельсон.[14] За две недели до турнира Нельсон снялся с боя из-за травмы подколенного сухожилия и бой был отменён. Магни был перенесён в кард турнира UFC on ESPN: Альбази vs. Таира, где проведёт бой с новым оппонентом.[15]

### Анонсированные бои
| Бой | Весовая категория     | Участники боёв и их статистика перед боем (рекорд ММА / рекорд UFC / серия) | Участники боёв и их статистика перед боем (рекорд ММА / рекорд UFC / серия) | Участники боёв и их статистика перед боем (рекорд ММА / рекорд UFC / серия) | Участники боёв и их статистика перед боем (рекорд ММА / рекорд UFC / серия) | Участники боёв и их статистика перед боем (рекорд ММА / рекорд UFC / серия) | Участники боёв и их статистика перед боем (рекорд ММА / рекорд UFC / серия) | Участники боёв и их статистика перед боем (рекорд ММА / рекорд UFC / серия) | Участники боёв и их статистика перед боем (рекорд ММА / рекорд UFC / серия) | Участники боёв и их статистика перед боем (рекорд ММА / рекорд UFC / серия) | Участники боёв и их статистика перед боем (рекорд ММА / рекорд UFC / серия) | Участники боёв и их статистика перед боем (рекорд ММА / рекорд UFC / серия) | Участники боёв и их статистика перед боем (рекорд ММА / рекорд UFC / серия) |
| |                       | Главный кард (Main Card, PPV)                                               |                                                                             |                                                                             |                                                                             |                                                                             |                                                                             |                                                                             |                                                                             |                                                                             |                                                                             |                                                                             |                                                                             |
| 1 | Лёгкий вес            | Макс Холлоуэй Max «Blessed» Holloway                                        | #4, BMF exЧ*                                                                | 26-8                                                                        | 22-8                                                                        | -1                                                                          | vs.                                                                         | Дастин Порье Dustin «The Diamond» Poirier                                   | #5 (1) exЧВ, WEC                                                            | 30-9 (1)                                                                    | 22-8 (1)                                                                    | -1                                                                          | [ 16 ]                                                                      |
| 2 | Средний вес           | Паулу Коста Paulo «The Eraser» Costa                                        | #12 (2) exП, TUF                                                            | 14-4                                                                        | 6-4                                                                         | -2                                                                          | vs.                                                                         | Роман Копылов Roman Kopylov                                                 | #14                                                                         | 14-3                                                                        | 6-3                                                                         | +2                                                                          | [ 17 ]                                                                      |
| 3 | Полусредний вес       | Кевин Холланд Kevin «Trailblazer» Holland                                   | #14 (10) CS                                                                 | 28-13 (1)                                                                   | 15-10 (1)                                                                   | +2                                                                          | vs.                                                                         | Дэниел Родригес Daniel «D-Rod» Rodriguez                                    | exT(14) CS                                                                  | 19-5                                                                        | 9-4                                                                         | +2                                                                          | [ 18 ]                                                                      |
| 4 | Полулёгкий вес        | Дэн Иге «50k» Dan Ige                                                       | #14 (8) CS                                                                  | 19-9                                                                        | 11-8                                                                        | +1                                                                          | vs.                                                                         | Патрисиу Фрейри Patricio «Pitbull» Freire                                   |                                                                             | 36-8                                                                        | 0-1                                                                         | -1                                                                          | [ 19 ]                                                                      |
| 5 | Лёгкий вес            | Майкл Джонсон Michael «The Menace» Johnson                                  | exT(5) TUF                                                                  | 24-19                                                                       | 15-15                                                                       | +2                                                                          | vs.                                                                         | Даниэль Зельхубер Daniel «Golden Boy» Zellhuber                             | CS                                                                          | 15-2                                                                        | 3-2                                                                         | -1                                                                          | [ 20 ]                                                                      |
| |                       | Предварительный кард (Prelims, ESPN/ESPN+/Disney+)                          |                                                                             |                                                                             |                                                                             |                                                                             |                                                                             |                                                                             |                                                                             |                                                                             |                                                                             |                                                                             |                                                                             |
| 6 | Легчайший вес         | Кайлер Филлипс Kyler «The Matrix» Phillips                                  | #12 (10) CS, TUF                                                            | 12-3                                                                        | 6-2                                                                         | -1                                                                          | vs.                                                                         | Винисиус Оливейра Vinicius «Lok Dog» Oliveira                               | #15 CS                                                                      | 22-3                                                                        | 3-0                                                                         | +5                                                                          | [ 21 ]                                                                      |
| 7 | Средний вес           | Марвин Веттори Marvin «The Italian Dream» Vettori                           | #10 (2) exП                                                                 | 19-7-1                                                                      | 9-6-1                                                                       | -2                                                                          | vs.                                                                         | Брендан Аллен Brendan «All In» Allen                                        | #11 (6) CS                                                                  | 24-7                                                                        | 12-4                                                                        | -2                                                                          | [ 22 ]                                                                      |
| 8 | Полусредний вес       | Франциско Прадо Francisco Prado                                             |                                                                             | 12-3                                                                        | 1-3                                                                         | -2                                                                          | vs.                                                                         | Николай Веретенников Nikolay Veretennikov                                   | CS                                                                          | 12-6                                                                        | 0-2                                                                         | -2                                                                          | [ 23 ]                                                                      |
| 9 | Средний вес           | Атеба Готье Ateba «The Silent Assassin» Gautier                             | CS                                                                          | 7-1                                                                         | 1-0                                                                         | +6                                                                          | vs.                                                                         | Роберт Валентин Robert «Robzilla» Valentin                                  | TUF                                                                         | 10-5                                                                        | 0-2                                                                         | -2                                                                          | [ 24 ]                                                                      |
| |                       | Ранний предварительный кард (Early Prelims, ESPN+/Disney+)                  |                                                                             |                                                                             |                                                                             |                                                                             |                                                                             |                                                                             |                                                                             |                                                                             |                                                                             |                                                                             |                                                                             |
| 10 | Полусредний вес       | Адам Фьюгитт Adam Fugitt                                                    |                                                                             | 10-4                                                                        | 2-2                                                                         | +1                                                                          | vs.                                                                         | Ислам Дулатов Islam «The Ripper» Dulatov                                    | д CS                                                                        | 11-1                                                                        | -                                                                           | +11                                                                         | [ 25 ]                                                                      |
| 11 | Полутяжёлый вес       | Джимми Крут Jimmy «The Brute» Crute                                         | exT(12) CS                                                                  | 12-4-2                                                                      | 4-4-2                                                                       | 0                                                                           | vs.                                                                         | Марчин Прахнё Marcin Prachnio                                               |                                                                             | 17-8                                                                        | 4-6                                                                         | -1                                                                          | [ 26 ]                                                                      |
| 12 | Тяжёлый вес           | Райан Спэнн Ryan «Superman» Spann                                           | exT(8) CS                                                                   | 22-11                                                                       | 8-6                                                                         | -1                                                                          | vs.                                                                         | Лукаш Бржески Łukasz «The Bull» Brzeski                                     | CS                                                                          | 9-6-1 (1)                                                                   | 1-5                                                                         | -2                                                                          | [ 27 ]                                                                      |
| 13 | Средний вес           | Брунну Феррейра Brunno «The Hulk» Ferreira                                  | CS                                                                          | 13-2                                                                        | 4-2                                                                         | +1                                                                          | vs.                                                                         | Джексон Маквей▲ Jackson «The Moose» McVey                                   | д                                                                           | 6-0                                                                         | -                                                                           | +6                                                                          | [ 28 ]                                                                      |
| 14 | Жен. наилегчайший вес | Карли Джудис Carli «Crispy» Judice                                          | CS                                                                          | 4-2                                                                         | 1-1                                                                         | +1                                                                          | vs.                                                                         | Николли Кальяри Nicolle Caliari                                             | CS                                                                          | 8-3                                                                         | 0-1                                                                         | -1                                                                          | [ 29 ]                                                                      |
| |                       | Отменённые бои                                                              |                                                                             |                                                                             |                                                                             |                                                                             |                                                                             |                                                                             |                                                                             |                                                                             |                                                                             |                                                                             |                                                                             |
| | Жен. минимальный вес  | Аманда Рибас Amanda Ribas                                                   | #7                                                                          | 12-6                                                                        | 7-5                                                                         | -2                                                                          | vs.                                                                         | Табата Риччи Tabatha «Baby Shark» Ricci                                     | #10 (9)                                                                     | 11-3                                                                        | 6-3                                                                         | -1                                                                          | [ 30 ]                                                                      |
| | Средний вес           | Икрам Алискеров▼ Ikram Aliskerov                                            | CS                                                                          | 16-2                                                                        | 3-1                                                                         | +1                                                                          | vs.                                                                         | Брунну Феррейра Brunno «The Hulk» Ferreira                                  | CS                                                                          | 13-2                                                                        | 4-2                                                                         | +1                                                                          | [ 31 ]                                                                      |
| | Полусредний вес       | Нил Магни Neil «Haitian Sensation» Magny                                    | exT(5) TUF                                                                  | 29-13                                                                       | 22-12                                                                       | -2                                                                          | vs.                                                                         | Гуннар Нельсон▼ Gunnar «Gunni» Nelson                                       | exT(8)                                                                      | 19-6-1                                                                      | 10-6                                                                        | -1                                                                          | [ 32 ]                                                                      |
| Условные обозначения: #5 (1) — текущее (лучшее) место бойца в рейтинге, exЧ(В) — бывший чемпион (временный), exП(В) — бывший претендент на титул чемпиона (временного), exТ(3) — боец входил в рейтинг Топ-15 (лучшее место в рейтинге), д — дебютант, CS — боец участвовал в Претендентской серии Дэйны Уайта, R2U — боец участвовал в шоу Road To UFC, TUF — боец участвовал в шоу The Ultimate Fighter, TUFW — боец являлся победителем The Ultimate Fighter, WEC/SF — боец выступал в WEC или Strikeforce до объединения этих организаций с UFC. |                       |                                                                             |                                                                             |                                                                             |                                                                             |                                                                             |                                                                             |                                                                             |                                                                             |                                                                             |                                                                             |                                                                             |                                                                             |

## Церемония взвешивания
Результаты официальной церемонии взвешивания бойцов перед турниром.
| Весовая категория и допустимый лимит в фунтах | Весовая категория и допустимый лимит в фунтах | Участники боёв и их вес в фунтах | Участники боёв и их вес в фунтах | Участники боёв и их вес в фунтах | Участники боёв и их вес в фунтах |
| --------------------------------------------- | --------------------------------------------- | -------------------------------- | -------------------------------- | -------------------------------- | -------------------------------- |
| Лёгкий вес                                    | 155 (+1)                                      | Макс Холлоуэй                    | 155                              | Дастин Порье                     | 156                              |
| Средний вес                                   | 185 (+1)                                      | Паулу Коста                      | 185                              | Роман Копылов                    | 185                              |
| Полусредний вес                               | 170 (+1)                                      | Кевин Холланд                    | 170                              | Дэниел Родригес                  | 170                              |
| Полулёгкий вес                                | 145 (+1)                                      | Дэн Иге                          | 145                              | Патрисиу Фрейри                  | 145                              |
| Лёгкий вес                                    | 155 (+1)                                      | Майкл Джонсон                    | 155                              | Даниэль Зельхубер                | 156                              |
| Легчайший вес                                 | 135 (+1)                                      | Кайлер Филлипс                   | 135                              | Винисиус Оливейра                | 135                              |
| Средний вес                                   | 185 (+1)                                      | Марвин Веттори                   | 186                              | Брендан Аллен                    | 185                              |
| Полусредний вес                               | 170 (+1)                                      | Франциско Прадо                  | 170                              | Николай Веретенников             | 169                              |
| Средний вес                                   | 185 (+1)                                      | Атеба Готье                      | 185                              | Роберт Валентин                  | 186                              |
| Полусредний вес                               | 170 (+1)                                      | Адам Фьюгитт                     | 171                              | Ислам Дулатов                    | 171                              |
| Полутяжёлый вес                               | 205 (+1)                                      | Джимми Крут                      | 205                              | Марчин Прахнё                    | 205                              |
| Тяжёлый вес                                   | 265 (+1)                                      | Райан Спэнн                      | 252                              | Лукаш Бржески                    | 242                              |
| Средний вес                                   | 185 (+1)                                      | Брунну Феррейра                  | 186                              | Джексон Маквей                   | 185                              |
| Наилегчайший вес (женщины)                    | 125 (+1)                                      | Карли Джудис                     | 125                              | Николли Кальяри                  | 126                              |

Все бойцы показали вес в лимитах своих весовых категорий.

## Результаты турнира
В главном бою вечера Макс Холлоуэй победил Дастина Порье единогласным решением судей и защитил титул «BMF».
| Статистика поединка: | Статистика поединка: | Статистика поединка:                          | Статистика поединка:                          | Статистика поединка: | Статистика поединка: | Статистика поединка: | Статистика поединка: | Статистика поединка: | Статистика поединка: | Статистика поединка: | Статистика поединка: | Статистика поединка: | Статистика поединка: | Статистика поединка: | Статистика поединка: | Статистика поединка: | Статистика поединка: | Статистика поединка: |
| Участник             | Нокдауны             | Акцентрованные удары (по цели/всего/точность) | Акцентрованные удары (по цели/всего/точность) | По раундам           | По раундам           | По раундам           | По раундам           | По раундам           | По цели              | По цели              | По цели              | По позиции           | По позиции           | По позиции           | Тейкдауны            | Тейкдауны            | Контроль             | Попытка приема       |
| Участник             | Нокдауны             | Акцентрованные удары (по цели/всего/точность) | Акцентрованные удары (по цели/всего/точность) | 1Р                   | 2Р                   | 3Р                   | 4Р                   | 5Р                   | Голова               | Корпус               | Ноги                 | Дистанция            | Клинч                | Партер               | Тейкдауны            | Тейкдауны            | Контроль             | Попытка приема       |
| -------------------- | -------------------- | --------------------------------------------- | --------------------------------------------- | -------------------- | -------------------- | -------------------- | -------------------- | -------------------- | -------------------- | -------------------- | -------------------- | -------------------- | -------------------- | -------------------- | -------------------- | -------------------- | -------------------- | -------------------- |
| Макс Холлоуэй        | 1                    | 198/375                                       | 52%                                           | 26/64                | 44/67                | 38/61                | 44/84                | 46/99                | 103/253              | 64/80                | 31/42                | 182/351              | 0/1                  | 16/23                | 0/0                  | -                    | 1:32                 | 0                    |
| Дастин Порье         | 1                    | 109/255                                       | 42%                                           | 16/32                | 25/43                | 21/49                | 22/68                | 25/63                | 94/235               | 6/10                 | 9/10                 | 102/243              | 3/6                  | 4/6                  | 0/1                  | 0%                   | 0:12                 | 1                    |

| Бой    | Весовая категория     | Результат боя               | Результат боя        | Результат боя | Результат боя | Результат боя | Результат боя     | Результат боя | Способ победы                                          | Раунд | Время | Рефери в ринге  |
|        |                       | Главный кард                |                      |               |               |               |                   |               |                                                        |       |       |                 |
| Бой 14 | Лёгкий вес            |                             | Макс Холлоуэй        | #4            | поб.          |               | Дастин Порье      | #5            | Единогласное решение (48–47, 49–46, 49–46)             | 5     | 5:00  | Джейсон Херцог  |
| Бой 13 | Средний вес           |                             | Паулу Коста          | #12           | поб.          |               | Роман Копылов     | #14           | Единогласное решение (30–27, 30–27, 29–28)             | 3     | 5:00  | Херб Дин        |
| Бой 12 | Полусредний вес       |                             | Дэниел Родригес      |               | поб.          |               | Кевин Холланд     | #14           | Единогласное решение (29–28, 29–28, 29–28)             | 3     | 5:00  | Майк Белтран    |
| Бой 11 | Полулёгкий вес        |                             | Патрисиу Фрейри      |               | поб.          |               | Дэн Иге           | #14           | Единогласное решение (29–28, 29–28, 29–28)             | 3     | 5:00  | Дэн Мираглиотта |
| Бой 10 | Лёгкий вес            |                             | Майкл Джонсон        |               | поб.          |               | Даниэль Зельхубер |               | Единогласное решение (29–28, 29–28, 29–28)             | 3     | 5:00  | Керри Хэттли    |
|        |                       | Предварительный кард        |                      |               |               |               |                   |               |                                                        |       |       |                 |
| Бой 9  | Легчайший вес         |                             | Винисиус Оливейра    | #15           | поб.          |               | Кайлер Филлипс    | #12           | Единогласное решение (29–28, 29–28, 29–28)             | 3     | 5:00  | Крис Хилл       |
| Бой 8  | Средний вес           |                             | Брендан Аллен        | #11           | поб.          |               | Марвин Веттори    | #10           | Единогласное решение (30–27, 30–27, 29–28)             | 3     | 5:00  | Бассел Магоб    |
| Бой 7  | Полусредний вес       |                             | Николай Веретенников |               | поб.          |               | Франциско Прадо   |               | Раздельное решение (28–29, 29–28, 29–28)               | 3     | 5:00  | Джейсон Херцог  |
| Бой 6  | Средний вес           |                             | Атеба Готье          |               | поб.          |               | Роберт Валентин   |               | Технический нокаут (удары руками в голову)             | 1     | 1:10  | Херб Дин        |
|        |                       | Ранний предварительный кард |                      |               |               |               |                   |               |                                                        |       |       |                 |
| Бой 5  | Полусредний вес       |                             | Ислам Дулатов        | д             | поб.          |               | Адам Фьюгитт      |               | Нокаут (хук слева и добивание)                         | 1     | 4:06  | Майк Белтран    |
| Бой 4  | Полутяжёлый вес       |                             | Джимми Крут          |               | поб.          |               | Марчин Прахнё     |               | Сдача, болевой приём (рычаг локтя)                     | 1     | 4:41  | Дэн Мираглиотта |
| Бой 3  | Тяжёлый вес           |                             | Райан Спэнн          |               | поб.          |               | Лукаш Бржески     |               | Сдача, удушающий приём (гильотина)                     | 1     | 2:37  | Крис Хилл       |
| Бой 2  | Средний вес           |                             | Брунну Феррейра      |               | поб.          |               | Джексон Маквей    | д             | Сдача, болевой приём (рычаг локтя)                     | 1     | 3:35  | Керри Хэттли    |
| Бой 1  | Жен. наилегчайший вес |                             | Карли Джудис         |               | поб.          |               | Николли Кальяри   |               | Технический нокаут (удар коленом в корпус и добивание) | 3     | 1:30  | Бассел Магоб    |

Официальные судейские карточки турнира.

## Награды
Следующие бойцы были удостоены денежного бонуса в размере $50,000:
- Лучший бой вечера: Брендан Аллен — Марвин Веттори
- Выступление вечера: Атеба Готье, Ислам Дулатов и Карли Джудис